# Wrecking Your Neck Live
Wrecking Your Neck es un álbum en vivo de la banda de thrash metal estadounidense Overkill publicado por CMC Records en 1995. 

## Lista de canciones

### Disco Uno
1. "Where It Hurts" –  7:26
2. "Infectious" – 4:05
3. "Coma" – 3:59
4. "Supersonic Hate" – 4:43
5. "Wrecking Crew" –  1:09
6. "Powersurge" –    4:13
7. "The Wait/New High in Lows" –  6:10
8. "Skullkrusher" –  6:23
9. "Spiritual Void" –  4:52
10. "Hello From the Gutter" –   2:35
11. "Anxiety" –  1:50
12. "Elimination" –  5:07
13. "Fast Junkie" –  4:04
14. "World of Hurt" –   4:59

### Disco Dos
1. "Gasoline Dream" –   7:40
2. "Rotten to the Core" –   5:38
3. "Horrorscope" –  5:58
4. "Under One" –   3:54
5. "New Machine" –  4:21
6. "Thanx for Nothing" –  5:03
7. "Bastard Nation" –   5:57
8. "Fuck You/War Pigs" –  7:03

## Créditos
- D. D. Verni – Bajo
- Bobby "Blitz" Ellsworth – Voz
- Merrit Gant – Guitarra
- Rob Cannavino – Guitarra
- Tim Mallare – Batería